# UEFA Youth League 2014/15
De UEFA Youth League 2014/15 is het tweede seizoen van het Europese voetbaltoernooi voor jeugdelftallen. De finale zal gespeeld worden in het Colovray Stadium te Nyon. Aan het toernooi nemen de 32 jeugdelftallen deel van de clubs die zich geplaatst hebben voor de groepsfase van de UEFA Champions League 2014/15.

## Hoofdtoernooi

### Groepsfase
Deelnemers
| Team            | Land     | D |
| --------------- | -------- | - |
| Real Madrid     | Spanje   | 2 |
| FC Barcelona    | Spanje   | 2 |
| Atlético Madrid | Spanje   | 2 |
| Athletic Bilbao | Spanje   | 1 |
| Chelsea FC      | Engeland | 2 |
| Arsenal FC      | Engeland | 2 |
| Manchester City | Engeland | 2 |
| Liverpool FC    | Engeland | 1 |

| Team              | Land      | D |
| ----------------- | --------- | - |
| Bayern München    | Duitsland | 2 |
| FC Schalke 04     | Duitsland | 2 |
| Borussia Dortmund | Duitsland | 2 |
| Bayer Leverkusen  | Duitsland | 2 |
| Juventus          | Italië    | 2 |
| AS Roma           | Italië    | 1 |
| Benfica           | Portugal  | 2 |
| FC Porto          | Portugal  | 2 |

| Team                  | Land      | D |
| --------------------- | --------- | - |
| Sporting Lissabon     | Portugal  | 1 |
| Paris Saint-Germain   | Frankrijk | 2 |
| AS Monaco             | Frankrijk | 1 |
| Shaktar Donetsk       | Oekraïne  | 2 |
| Zenit Sint-Petersburg | Rusland   | 2 |
| CSKA Moskou           | Rusland   | 2 |
| Ajax                  | Nederland | 2 |
| Galatasaray SK        | Turkije   | 2 |

| Team            | Land        | D |
| --------------- | ----------- | - |
| RSC Anderlecht  | België      | 2 |
| Olympiakos      | Griekenland | 2 |
| FC Basel        | Zwitserland | 2 |
| APOEL Nicosia   | Cyprus      | 1 |
| FK BATE Borisov | Wit-Rusland | 1 |
| Malmö FF        | Zweden      | 1 |
| PFK Ludogorets  | Bulgarije   | 1 |
| NK Maribor      | Slovenië    | 1 |

| Legenda kleuren in de tabellen                                |
| ------------------------------------------------------------- |
| Groepswinnaars en nummers twee gaan door naar de tweede ronde |
| Uitgeschakeld                                                 |

#### Poule A
| Datum   | Tijd  | Team            | Score | Team            |
| ------- | ----- | --------------- | ----- | --------------- |
| 16 sep. | 15:00 | Juventus FC     | 2 - 0 | Malmö FF        |
| 16 sep. | 18:00 | Olympiakos      | 1 - 2 | Atlético Madrid |
| 1 okt.  | 12:00 | Atlético Madrid | 1 - 0 | Juventus FC     |
| 1 okt.  | 15:30 | Malmö FF        | 1 - 3 | Olympiakos      |
| 22 okt. | 12:00 | Atlético Madrid | 3 - 1 | Malmö FF        |
| 22 okt. | 18:00 | Olympiakos      | 1 - 1 | Juventus FC     |
| 4 nov.  | 14:30 | Juventus FC     | 0 - 3 | Olympiakos      |
| 4 nov.  | 15:30 | Malmö FF        | 1 - 2 | Atlético Madrid |
| 26 nov. | 13:00 | Atlético Madrid | 0 - 2 | Olympiakos      |
| 26 nov. | 15:30 | Malmö FF        | 2 - 2 | Juventus FC     |
| 9 dec.  | 16:00 | Juventus FC     | 0 - 3 | Atlético Madrid |
| 9 dec.  | 18:00 | Olympiakos      | 2 - 0 | Malmö FF        |

| Nr. | Club            | Wedstrijden | Wedstrijden | Wedstrijden | Wedstrijden | Doelpunten | Doelpunten | Doelpunten | Punten |
| --- | --------------- | ----------- | ----------- | ----------- | ----------- | ---------- | ---------- | ---------- | ------ |
| Nr. | Club            | G           | W           | G           | V           | V          | T          | Saldo      | Punten |
| 1   | Atlético Madrid | 6           | 5           | 0           | 1           | 11         | 5          | +6         | 15     |
| 2   | Olympiakos      | 6           | 4           | 1           | 1           | 12         | 4          | +8         | 13     |
| 3   | Juventus        | 6           | 1           | 2           | 3           | 5          | 10         | −5         | 5      |
| 4   | Malmö           | 6           | 0           | 1           | 4           | 5          | 14         | −9         | 1      |

#### Poule B
| Datum   | Tijd  | Team           | Score | Team           |
| ------- | ----- | -------------- | ----- | -------------- |
| 16 sep. | 15:00 | Liverpool FC   | 4 - 0 | PFK Ludogorets |
| 16 sep. | 18:00 | Real Madrid    | 2 - 0 | FC Basel       |
| 1 okt.  | 15:00 | FC Basel       | 3 - 2 | Liverpool FC   |
| 1 okt.  | 15:00 | PFK Ludogorets | 0 - 3 | Real Madrid    |
| 22 okt. | 15:00 | PFK Ludogorets | 0 - 5 | FC Basel       |
| 22 okt. | 15:00 | Liverpool FC   | 3 - 2 | Real Madrid    |
| 4 nov.  | 15:00 | FC Basel       | 6 - 0 | PFK Ludogorets |
| 4 nov.  | 16:00 | Real Madrid    | 4 - 1 | Liverpool FC   |
| 26 nov. | 15:00 | PFK Ludogorets | 0 - 3 | Liverpool FC   |
| 26 nov. | 15:00 | FC Basel       | 3 - 2 | Real Madrid    |
| 9 dec.  | 15:00 | Liverpool FC   | 3 - 0 | FC Basel       |
| 9 dec.  | 16:00 | Real Madrid    | 6 - 0 | PFK Ludogorets |

| Nr. | Club        | Wedstrijden | Wedstrijden | Wedstrijden | Wedstrijden | Doelpunten | Doelpunten | Doelpunten | Punten |
| --- | ----------- | ----------- | ----------- | ----------- | ----------- | ---------- | ---------- | ---------- | ------ |
| Nr. | Club        | G           | W           | G           | V           | V          | T          | Saldo      | Punten |
| 1   | Real Madrid | 6           | 4           | 0           | 2           | 19         | 7          | +12        | 12     |
| 2   | Liverpool   | 6           | 4           | 0           | 2           | 16         | 9          | +7         | 12     |
| 3   | Basel       | 6           | 4           | 0           | 2           | 17         | 9          | +8         | 12     |
| 4   | Ludogorets  | 6           | 0           | 0           | 6           | 0          | 27         | −27        | 0      |

#### Poule C
| Datum   | Tijd  | Team                     | Score | Team                     |
| ------- | ----- | ------------------------ | ----- | ------------------------ |
| 16 sep. | 15:00 | AS Monaco                | 3 - 1 | Bayer 04 Leverkusen      |
| 16 sep. | 16:00 | SL Benfica               | 0 - 0 | FK Zenit Sint-Petersburg |
| 1 okt.  | 11:00 | FK Zenit Sint-Petersburg | 0 - 3 | AS Monaco                |
| 1 okt.  | 14:00 | Bayer 04 Leverkusen      | 2 - 3 | SL Benfica               |
| 22 okt. | 13:00 | Bayer 04 Leverkusen      | 1 - 4 | FK Zenit Sint-Petersburg |
| 22 okt. | 15:00 | AS Monaco                | 0 - 1 | SL Benfica               |
| 4 nov.  | 11:00 | FK Zenit Sint-Petersburg | 0 - 3 | Bayer 04 Leverkusen      |
| 4 nov.  | 16:00 | SL Benfica               | 3 - 0 | AS Monaco                |
| 26 nov. | 11:00 | FK Zenit Sint-Petersburg | 5 - 1 | SL Benfica               |
| 26 nov. | 14:00 | Bayer 04 Leverkusen      | 4 - 0 | AS Monaco                |
| 9 dec.  | 15:00 | AS Monaco                | 1 - 3 | FK Zenit Sint-Petersburg |
| 9 dec.  | 18:00 | SL Benfica               | 4 - 1 | Bayer 04 Leverkusen      |

| Nr. | Club                  | Wedstrijden | Wedstrijden | Wedstrijden | Wedstrijden | Doelpunten | Doelpunten | Doelpunten | Punten |
| --- | --------------------- | ----------- | ----------- | ----------- | ----------- | ---------- | ---------- | ---------- | ------ |
| Nr. | Club                  | G           | W           | G           | V           | V          | T          | Saldo      | Punten |
| 1   | Benfica               | 6           | 4           | 1           | 1           | 12         | 8          | +4         | 13     |
| 2   | Zenit Sint-Petersburg | 6           | 3           | 1           | 2           | 12         | 9          | +3         | 10     |
| 3   | Bayer Leverkusen      | 6           | 2           | 0           | 4           | 12         | 14         | −2         | 6      |
| 4   | Monaco                | 6           | 2           | 0           | 4           | 7          | 12         | −5         | 6      |

#### Poule D
| Datum   | Tijd  | Team              | Score                    | Team              |
| ------- | ----- | ----------------- | ------------------------ | ----------------- |
| 16 sep. | 15:00 | Galatasaray SK    | 3 - 0                    | RSC Anderlecht    |
| 17 sep. | 12:00 | Borussia Dortmund | 0 - 2                    | Arsenal FC        |
| 1 okt.  | 15:00 | Arsenal FC        | 5 - 1                    | Galatasaray SK    |
| 2 okt.  | 17:00 | RSC Anderlecht    | 5 - 0                    | Borussia Dortmund |
| 21 okt. | 19:00 | RSC Anderlecht    | 4 - 3                    | Arsenal FC        |
| 22 okt. | 13:00 | Galatasaray SK    | 3 - 2                    | Borussia Dortmund |
| 4 nov.  | 15:00 | Arsenal FC        | 1 - 2                    | RSC Anderlecht    |
| 4 nov.  | 16:00 | Borussia Dortmund | 5 - 2                    | Galatasaray SK    |
| 25 nov. | 20:45 | RSC Anderlecht    | 3 - 0 Wedstrijd gestaakt | Galatasaray SK    |
| 26 nov. | 15:00 | Arsenal FC        | 1 - 0                    | Borussia Dortmund |
| 9 dec.  | 13:00 | Galatasaray SK    | 1 - 3                    | Arsenal FC        |
| 10 dec. | 17:00 | Borussia Dortmund | 1 - 1                    | RSC Anderlecht    |

| Nr. | Club              | Wedstrijden | Wedstrijden | Wedstrijden | Wedstrijden | Doelpunten | Doelpunten | Doelpunten | Punten |
| --- | ----------------- | ----------- | ----------- | ----------- | ----------- | ---------- | ---------- | ---------- | ------ |
| Nr. | Club              | G           | W           | G           | V           | V          | T          | Saldo      | Punten |
| 1   | Anderlecht        | 6           | 4           | 1           | 1           | 15         | 8          | +7         | 13     |
| 2   | Arsenal           | 6           | 4           | 0           | 2           | 15         | 8          | +7         | 12     |
| 3   | Galatasaray       | 6           | 2           | 0           | 4           | 10         | 18         | −8         | 6      |
| 4   | Borussia Dortmund | 6           | 1           | 1           | 4           | 8          | 14         | −6         | 4      |

#### Poule E
| Datum   | Tijd  | Team              | Score | Team              |
| ------- | ----- | ----------------- | ----- | ----------------- |
| 17 sep. | 14:30 | AS Roma           | 3 - 1 | FK CSKA Moskou    |
| 17 sep. | 14:30 | FC Bayern München | 1 - 4 | Manchester City   |
| 30 sep. | 10:00 | FK CSKA Moskou    | 3 - 1 | FC Bayern München |
| 30 sep. | 15:00 | Manchester City   | 2 - 1 | AS Roma           |
| 21 okt. | 11:30 | FK CSKA Moskou    | 0 - 2 | Manchester City   |
| 21 okt. | 12:00 | AS Roma           | 1 - 0 | FC Bayern München |
| 5 nov.  | 14:30 | FC Bayern München | 3 - 2 | AS Roma           |
| 5 nov.  | 15:00 | Manchester City   | 4 - 2 | FK CSKA Moskou    |
| 25 nov. | 11:30 | FK CSKA Moskou    | 0 - 2 | AS Roma           |
| 25 nov. | 16:00 | Manchester City   | 6 - 0 | FC Bayern München |
| 10 dec. | 14:30 | AS Roma           | 0 - 4 | Manchester City   |
| 10 dec. | 14:30 | FC Bayern München | 3 - 2 | FK CSKA Moskou    |

| Nr. | Club            | Wedstrijden | Wedstrijden | Wedstrijden | Wedstrijden | Doelpunten | Doelpunten | Doelpunten | Punten |
| --- | --------------- | ----------- | ----------- | ----------- | ----------- | ---------- | ---------- | ---------- | ------ |
| Nr. | Club            | G           | W           | G           | V           | V          | T          | Saldo      | Punten |
| 1   | Manchester City | 6           | 6           | 0           | 0           | 22         | 4          | +18        | 18     |
| 2   | Roma            | 6           | 3           | 0           | 3           | 9          | 10         | +1         | 9      |
| 3   | Bayern München  | 6           | 2           | 0           | 4           | 8          | 10         | −10        | 6      |
| 4   | CSKA Moskou     | 6           | 1           | 0           | 5           | 8          | 15         | −7         | 3      |

#### Poule F
| Datum   | Tijd  | Team                | Score | Team                |
| ------- | ----- | ------------------- | ----- | ------------------- |
| 16 sep. | 19:00 | FC Barcelona        | 3 - 0 | APOEL Nicosia       |
| 18 sep. | 15:30 | AFC Ajax            | 6 - 1 | Paris Saint-Germain |
| 30 sep. | 15:00 | APOEL Nicosia       | 0 - 0 | AFC Ajax            |
| 30 sep. | 16:00 | Paris Saint-Germain | 2 - 2 | FC Barcelona        |
| 21 okt. | 16:00 | FC Barcelona        | 2 - 2 | AFC Ajax            |
| 22 okt. | 15:00 | APOEL Nicosia       | 0 - 3 | Paris Saint-Germain |
| 4 nov.  | 19:00 | AFC Ajax            | 1 - 0 | FC Barcelona        |
| 5 nov.  | 15:00 | Paris Saint-Germain | 6 -0  | APOEL Nicosia       |
| 25 nov. | 15:00 | APOEL Nicosia       | 2 - 3 | FC Barcelona        |
| 26 nov. | 16:00 | Paris Saint-Germain | 3 - 6 | AFC Ajax            |
| 9 dec.  | 19:00 | AFC Ajax            | 4 - 1 | APOEL Nicosia       |
| 9 dec.  | 20:00 | FC Barcelona        | 0 - 0 | Paris Saint-Germain |

| Nr. | Club                | Wedstrijden | Wedstrijden | Wedstrijden | Wedstrijden | Doelpunten | Doelpunten | Doelpunten | Punten |
| --- | ------------------- | ----------- | ----------- | ----------- | ----------- | ---------- | ---------- | ---------- | ------ |
| Nr. | Club                | G           | W           | G           | V           | V          | T          | Saldo      | Punten |
| 1   | Ajax                | 6           | 4           | 2           | 0           | 19         | 7          | +12        | 14     |
| 2   | Barcelona           | 6           | 2           | 3           | 1           | 10         | 7          | +3         | 9      |
| 3   | Paris Saint-Germain | 6           | 2           | 2           | 2           | 15         | 14         | +1         | 8      |
| 4   | APOEL Nicosia       | 6           | 0           | 1           | 5           | 3          | 19         | −16        | 1      |

#### Poule G
| Datum   | Tijd  | Team              | Score | Team              |
| ------- | ----- | ----------------- | ----- | ----------------- |
| 17 sep. | 13:30 | NK Maribor        | 1 - 3 | Sporting Lissabon |
| 17 sep. | 14:05 | Chelsea FC        | 4 - 1 | FC Schalke 04     |
| 30 sep. | 14:00 | FC Schalke 04     | 5 - 0 | NK Maribor        |
| 30 sep. | 16:00 | Sporting Lissabon | 0 - 5 | Chelsea FC        |
| 21 okt. | 14:00 | FC Schalke 04     | 3 - 0 | Sporting Lissabon |
| 21 okt. | 14:05 | Chelsea FC        | 2 - 0 | NK Maribor        |
| 5 nov.  | 13:00 | NK Maribor        | 0 - 7 | Chelsea FC        |
| 5 nov.  | 15:00 | Sporting Lissabon | 2 - 3 | FC Schalke 04     |
| 25 nov. | 12:00 | Sporting Lissabon | 3 - 2 | NK Maribor        |
| 25 nov. | 14:00 | FC Schalke 04     | 2 - 0 | Chelsea FC        |
| 10 dec. | 13:00 | NK Maribor        | 1 - 5 | FC Schalke 04     |
| 10 dec. | 14:00 | Chelsea FC        | 6 - 0 | Sporting Lissabon |

| Nr. | Club              | Wedstrijden | Wedstrijden | Wedstrijden | Wedstrijden | Doelpunten | Doelpunten | Doelpunten | Punten |
| --- | ----------------- | ----------- | ----------- | ----------- | ----------- | ---------- | ---------- | ---------- | ------ |
| Nr. | Club              | G           | W           | G           | V           | V          | T          | Saldo      | Punten |
| 1   | Chelsea           | 6           | 5           | 0           | 1           | 24         | 3          | +21        | 15     |
| 2   | Schalke 04        | 6           | 5           | 0           | 1           | 19         | 7          | +12        | 15     |
| 3   | Sporting Lissabon | 6           | 2           | 0           | 4           | 8          | 20         | −12        | 6      |
| 4   | Maribor           | 6           | 0           | 0           | 6           | 4          | 25         | −21        | 0      |

#### Poule H
| Datum   | Tijd  | Team akax           | Score | Team                |
| ------- | ----- | ------------------- | ----- | ------------------- |
| 17 sep. | 12:00 | FC Porto            | 2 - 0 | FK BATE Borisov     |
| 17 sep. | 12:00 | Athletic Bilbao     | 0 - 2 | FK Sjachtar Donetsk |
| 30 sep. | 14:00 | FK Sjachtar Donetsk | 1 - 1 | FC Porto            |
| 30 sep. | 15:00 | FK BATE Borisov     | 1 - 2 | Athletic Bilbao     |
| 21 okt. | 12:00 | FC Porto            | 2 - 0 | Athletic Bilbao     |
| 21 okt. | 15:00 | FK BATE Borisov     | 1 - 4 | FK Sjachtar Donetsk |
| 5 nov.  | 12:00 | Athletic Bilbao     | 3 - 1 | FC Porto            |
| 5 nov.  | 14:00 | FK Sjachtar Donetsk | 1 - 0 | FK BATE Borisov     |
| 25 nov. | 14:00 | FK BATE Borisov     | 0 - 0 | FC Porto            |
| 25 nov. | 14:00 | FK Sjachtar Donetsk | 6 - 0 | Athletic Bilbao     |
| 10 dec. | 12:00 | FC Porto            | 1 - 1 | FK Sjachtar Donetsk |
| 10 dec. | 12:00 | Athletic Bilbao     | 4 - 0 | FK BATE Borisov     |

| Nr. | Club             | Wedstrijden | Wedstrijden | Wedstrijden | Wedstrijden | Doelpunten | Doelpunten | Doelpunten | Punten |
| --- | ---------------- | ----------- | ----------- | ----------- | ----------- | ---------- | ---------- | ---------- | ------ |
| Nr. | Club             | G           | W           | G           | V           | V          | T          | Saldo      | Punten |
| 1   | Sjachtar Donetsk | 6           | 4           | 2           | 0           | 15         | 3          | +12        | 14     |
| 2   | Porto            | 6           | 2           | 3           | 1           | 7          | 5          | +2         | 9      |
| 3   | Athletic Bilbao  | 6           | 3           | 0           | 3           | 9          | 12         | −3         | 9      |
| 4   | BATE Borisov     | 6           | 0           | 1           | 5           | 2          | 12         | −11        | 1      |

## Knock-outfase
In de knock-outfase zal er gespeeld worden over één wedstrijd. Als er na de reguliere speeltijd sprake is van een gelijkspel zal een penalty-shoot-out de winnaar uitwijzen (geen verlenging).
- Tijdens de loting voor de laatste 16, zullen de acht groep winnaars een geplaatste status hebben, de acht nummers 2 zullen een ongeplaatste status hebben. De geplaatste teams zullen worden geloot tegen de ongeplaatste teams. Ploegen die in dezelfde groep zaten en ploegen uit dezelfde landen kunnen in deze ronde niet tegen elkaar worden geloot.
- Vanaf de kwartfinales zal er geen geplaatste en ongeplaatste status meer zijn en kan iedereen elkaar loten.

### Achtste finales
De wedstrijden werden gespeeld op 27 januari en 17, 23, 24 en 25 februari 2015.
| Team 1           | Uitslag          | Team 2                |
| ---------------- | ---------------- | --------------------- |
| SL Benfica       | 2 – 1            | Liverpool FC          |
| AFC Ajax         | 0 – 0 ns (5 – 6) | AS Roma               |
| Atlético Madrid  | 1 – 0            | Arsenal FC            |
| Real Madrid      | 1 – 1 ns (1 – 3) | FC Porto              |
| Shakhtar Donetsk | 1 – 1 ns (5 – 4) | Olympiakos            |
| RSC Anderlecht   | 1 – 0            | FC Barcelona          |
| Manchester City  | 1 – 1 ns (3 – 1) | FC Schalke 04         |
| Chelsea FC       | 3 – 1            | Zenit Sint-Petersburg |

### Kwartfinales
De wedstrijden werden gespeeld op 10, 11, 17 en 18 maart 2015.
| Team 1         | Uitslag          | Team 2           |
| -------------- | ---------------- | ---------------- |
| AS Roma        | 2–1              | Manchester City  |
| Chelsea FC     | 2–0              | Atlético Madrid  |
| Benfica        | 1 – 1 ns (4 – 5) | Shakhtar Donetsk |
| RSC Anderlecht | 5–0              | FC Porto         |

### Halve finales
De wedstrijden werden gespeeld op 10 april 2015. Het Belgische Anderlecht domineerde tegen het Oekraïense Shakhtar Donetsk, maar was minder scherp voor doel dan hun opponenten. Hierdoor eindigde de bekerreeks van de Belgische topploeg in de halve finale. In de finale hadden de Anderlecht youngsters nochtans hun ex-ploeggenoot en Belgisch jeugdinternational Charly Musonda Jr. kunnen treffen.
| Team 1         | Uitslag | Team 2           |
| -------------- | ------- | ---------------- |
| AS Roma        | 0 – 4   | Chelsea FC       |
| RSC Anderlecht | 1 – 3   | Shakhtar Donetsk |

### Finale
|               |                                  |     |                                             |                       |
| 13 april 2015 | Chelsea FC                       | 3-2 | Shakhtar Donetsk                            | Colovraystadion, Nyon |
| 13 april 2015 | 6' Brown, 47' Solanke, 55' Brown |     | 37' Christiansen (owngoal), 90+2' Kovalenko | Colovraystadion, Nyon |

| Winnaar UEFA Youth League 2014/15 |
| --------------------------------- |
| Vlag van Engeland                 |
| Chelsea FC 1e titel               |

## Statistieken

### Topschutters
Bijgewerkt tot en met 24 februari 2015

Bij een gelijk aantal doelpunten geldt het minst aantal speelminuten.
Spelers en clubs die dik gedrukt zijn, zijn nog actief in de competitie.
| Rang | Naam               | Team             | Goals | Minuten gespeeld |
| ---- | ------------------ | ---------------- | ----- | ---------------- |
| 1    | Dominic Solanke    | Chelsea          | 7     | 405'             |
| 2    | Borja Mayoral      | Real Madrid      | 7     | 552'             |
| 3    | Zakaria El Azzouzi | Ajax             | 6     | 188'             |
| 4    | Aaron Leya Iseka   | Anderlecht       | 6     | 474'             |
| 5    | Jack Byrne         | Manchester City  | 6     | 569'             |
| 6    | Jerome Sinclair    | Liverpool        | 6     | 604'             |
| 7    | Nikos Vergos       | Olympiacos       | 5     | 408'             |
| 8    | Leonardo           | FC Porto         | 5     | 418'             |
| 9    | Marc Brasnic       | Bayer Leverkusen | 5     | 450'             |
| 10   | Daniel Crowley     | Arsenal          | 5     | 630'             |

2013/14 · 2014/15 · 2015/16 · 2016/17 · 2017/18 · 2018/19 · 2019/20 · 2020/21 · 2021/22 · 2022/23 · 2023/24 · 2024/25